# Лондонська річка
Лондонська річка — драма 2009 року.

## Сюжет
Багатомільйонний Лондон зіштовхнув в своїй хаотичній течії немолоду ексцентричну фермершу з англійської глибинки і немолодого африканця мусульманського віросповідання, що живе у Франції. Ні, зіткнення не було випадковим. Не зустрітися ці двоє, напевно, не могли: обидва втратили дітей після теракту в британській столиці, куди і бігли оббивати пороги держустанов в надії знайти їх живими або мертвими. Ретельно вивірена по вектору політкоректності мелодрама француза алжірського походження Бушареба вмудряється пройти по тонкій грані, що відокремлює мистецтво від агитпропа. Людська переконливість розказаної історії, її неголосний проникливий пафос зуміли переважити розхожу заданість цілком передбаченого сюжету. І поставили ребром питання: невже тільки потрапивши в подібну ситуацію, представники різних рас і віросповідань наберуться мудрості і навчаться розуміти один одного? На торішньому Берлінському кінофестивалі Малі Сотігу Куйате, улюблений актор великого Пітера Брука, не міг не удостоїтися призу за кращу чоловічу роль.